# Cerapachys ficosus
Cerapachys ficosus é uma espécie de formiga do gênero Cerapachys.